# Alexei Dmitrijewitsch Kaschtanow
Alexei Dmitrijewitsch Kaschtanow (russisch Алексей Дмитриевич Каштанов; * 13. März 1996 in Djatkowo) ist ein russischer Fußballspieler.

## Karriere
Kaschtanow begann seine Karriere bei Dynamo Brjansk. Im März 2013 wechselte er zu SSchOR Bronnizy. Im April 2014 schloss er sich FK Witjas Podolsk an. Im April 2015 wechselte er zum Drittligisten FK Kaluga. Für diese kam er insgesamt zu 13 Einsätzen in der Perwenstwo PFL. Zur Saison 2016/17 schloss er sich dem unterklassigen Mebelschtschik Djatkowo an. Im Januar 2017 wechselte er zum Viertligisten Kwant Obninsk, ehe er im Januar 2018 wieder nach Djatkowo zurückkehrte. Zur Saison 2018/19 wechselte er dann ein zweites Mal zu Kwant, das in seiner Abwesenheit in die PFL aufgestiegen war. Dort kam er nun zu acht Drittligaeinsätzen.
Im Januar 2019 wechselte der Angreifer auf die Krim, wo er sich Kysyltasch Bachtschissarai anschloss. In der nicht anerkannten Krim-Liga spielte er dort zehnmal für Kysyltasch. Zur Saison 2019/20 kehrte er wieder aufs russische Festland zurück und wechselte zurück nach Djatkowo. Im Januar 2020 zog er dann weiter zu Rositsch Moskau. Im Januar 2021 wechselte Kaschtanow ein drittes Mal in die dritte Liga, diesmal zu Rodina Moskau. Für Rodina kam er bis zum Ende der Saison 2020/21 zu 13 Einsätzen, in denen er fünf Tore erzielte.
Nach sieben weiteren Einsätzen zu Beginn der Saison 2021/22 wurde er im September 2021 an das ebenfalls drittklassige Wolga Uljanowsk verliehen. Für Wolga absolvierte er bis Saisonende 20 Drittligapartien, in denen er 13 Tore erzielte; das Team stieg in die Perwenstwo FNL auf. Zur Saison 2022/23 wurde er an den Erstligisten Ural Jekaterinburg weiterverliehen. Bei Ural gab er dann im Juli 2022 gegen ZSKA Moskau sein Debüt in der Premjer-Liga. Bis Saisonende kam er zu 28 Einsätzen im Oberhaus, anschließend wurde er fest verpflichtet. In der Saison 2023/24 absolvierte er 26 Partien in der Premjer-Liga, aus der er mit Ural aber abstieg.
Nach sechs Zweitligaeinsätzen zu Beginn der Saison 2024/25 wurde Kaschtanow im August 2024 an den Erstligisten FK Fakel Woronesch verliehen.